# Sosnîna, Jovkva
Sosnîna (în ucraineană Соснина) este un sat în comuna Liubelea din raionul Jovkva, regiunea Liov, Ucraina.

## Demografie
Componența lingvistică a localității Sosnîna
     Ucraineană (100%)
Conform recensământului din 2001, toată populația localității Sosnîna era vorbitoare de ucraineană (100%).